# BRAND NEW SONG
「BRAND NEW SONG」（ブラン・ニュー・ソング）は、KinKi Kidsの25枚目のシングル。2007年4月25日発売。発売元はジャニーズ・エンタテイメント。

## 解説
初回盤と通常盤で収録曲の違い、封入特典やディスクジャケット・歌詞カードのデザイン違いがある。
初回盤は全8ページの4つ折り歌詞カード封入、スリーブケース仕様。通常盤は全6ページの3面ジャケットとなっており、初回盤と異なる新曲を追加収録。初回盤のスリーブケースは、便箋をイメージした紙製の特殊な造りとなっており、ジャケット題字や歌詞カードなど、文字的要素はクレジットを除きすべて手書きで書かれている。この手書き文字は、堂本光一によると誰が書いたものか不明。手書き風フォントではないかと発言があった。
また、初回盤及び通常盤の初回プレス分にのみ『Your Favorite Song of KinKi Kids』と題したアンケートを封入、過去発表された全129曲の人気曲アンケートが実施された。このアンケート結果を基に、同年7月18日にアンケート上位10曲を中心としたベストアルバム『39』を発売。

## チャート成績
2007年5月7日付のオリコン週間ランキングで、初週18.1万枚を売上、初登場1位を獲得。デビューシングル「硝子の少年」から25作連続となる1位を獲得。

## 収録曲

### 初回盤
1. BRAND NEW SONG [4:26]
（作詞・作曲：Gajin / 編曲：CHOKKAKU / コーラスアレンジ：岩田雅之）
  - KinKi Kids出演 アサヒ飲料「十六茶」CMソング

第一弾の同CMで使用されたバージョンは、商品のキャッチコピーである『おいしいとヘルシーのバランス』を歌詞に含んでいるため、正規のバージョンとは異なっている。（この音源は、未作品化）第2弾以降は、CD音源のバージョンを使用している。
シングル曲では初となる、春を意識したナンバーになっている。
自身の2007年のベスト・アルバム『39』発売時のファン投票で19位にランクインした。 
出版者：ブライト・ノート・ミュージック
2. Stay [3:22]
（作詞：成海カズト / 作曲・編曲：オオヤギヒロオ）
出版者：ブライト・ノート・ミュージック
3. アプリシエ
（作詞：白鷺剛 / 作曲・編曲：家原正樹 / ストリングスアレンジ：佐藤泰将）
出版者：ブライト・ノート・ミュージック
4. BRAND NEW SONG (Backing Track)

### 通常盤
1. BRAND NEW SONG
2. Stay
3. hesitated [4:33]
（作詞：久保田洋司 / 作曲：磯崎健史 / 編曲：石塚知生 / コーラスアレンジ：ko-saku）
出版者：ブライト・ノート・ミュージック

## 参加ミュージシャン
- KinKi Kids
  - 堂本光一:Vocal(#1～4)、Chorus(#1,2)
  - 堂本剛:Vocal(#1～4)

- BRAND NEW SONG
  - CHOKKAKU:Programming, Keyboards & Guitar
  - 村石雅行:Drums
  - 種子田健:Bass
  - 西村浩二:Trumpet & Flugelhorn
  - 村田陽一:Trombone *by the courtesy of VICTOR Entertainment, Inc.
  - 山本拓夫:Tenor Saxophone
  - クラッシャー木村ストリングス:Strings
  - 岩田雅之:Chorus
- Stay
  - オオヤギヒロオ:Programming, Keyboards & Guitar
  - 河村徹:Drums
  - 山口寛雄:Bass
- アプリシエ
  - 家原正樹:Programming, Keyboards & Guitar
  - 小田原豊:Drums
  - 種子田健:Bass
  - 中道勝彦:Pianoforte
  - RUSH by 加藤高志:Strings

## 収録アルバム
- BRAND NEW SONG
  - Ø
  - The BEST
- Stay

（アルバム未収録）
- アプリシエ

（アルバム未収録）
- hesitated

（アルバム未収録）

## 映像作品
- BRAND NEW SONG
  - KinKi you DVD
  - K album（初回限定盤）